# Lockheed (personaje)
Lockheed es un personaje ficticio que aparece en los cómics estadounidenses publicados por Marvel Comics. El personaje aparece más comúnmente en asociación con los X-Men. Es un dragón alienígena y compañero desde hace mucho tiempo de Shadowcat (Kitty Pryde), miembro de los X-Men y Excalibur.
Lockheed hace apariciones menores esporádicas en series de televisión animadas relacionadas con X-Men y hace su debut en vivo en la película de 2020 The New Mutants.

## Historial de publicaciones
Fue creado por el escritor Chris Claremont y el dibujante Paul Smith y apareció por primera vez en Uncanny X-Men vol. 1 N.º 166, en febrero de 1983.

## Biografía

### Origen
Lockheed es miembro de una raza altamente avanzada de extraterrestres que parecen dragones y son capaces de viajar a través del espacio por medio de naves espaciales astrales que transportan su esencia. Su sociedad es similar a la de los panales de abejas, donde los individuos solamente son parte de la bandada. Lockheed era reconocido en su pueblo como un valiente guerrero y héroe por pelear contra los Brood. Ha demostrado aptitudes y deseos individuales, aunque estos expresados solo cuando se encontró con los X-Men.

### X-Men
Kitty Pryde, la miembro adolescente de los X-Men, le contó una historia para dormir a la pequeña Illyana Rasputín que estaba viviendo con los X-Men en ese momento. La historia era protagonizada por los X-Men, incluyendo a la recién fallecida Jean Grey, como personajes de un cuento de hadas. Uno de los personajes era un dragón negro gigante llamado "Lockheed" que estaba basado en el SR-71 Blakbird modificado usado por el equipo (el nombre se origina de la Lockheed Corporation, creadores del avión).
No mucho después los X-Men fueron abducidos por los Brood y llevados a un planeta colonizado por los Brood. Ahí Kitty conoció a un dragón púrpura del tamaño de un gato que le recordaba a la criatura de su cuento. Él la salvó de los Brood y luego huyó con ella. Ella intentó esconderle de sus compañeros y del Profesor X, pero su presencia fue revelada una vez llegaron a la Tierra cuando este volvió a salvar a Kitty, esta vez de un nido de aliens llamados Sidri. Los X-Men aceptaron la presencia de Lockheed en la Mansión X, y desde entonces Lockheed es el compañero de Kitty.

### Secret Wars
Durante las llamadas Guerras Secretas, los X-men, incluyendo Lockheed, fueron transportados a un planeta alienígena donde Lockheed conoció a un dragón verde hembra. Este segundo dragón acompañó a Lockheed y sus aliados a la Tierra, pero aumentó su tamaño de forma gigantesca al llegar, y se volvió loca en Tokio y, supuestamente, murió, aunque finalmente reapareció (y fue nuevamente asistida por Kitty y Lockheed).

### Excalibur
Además de estar con Kitty mientras estaba con los X-Men, Lockheed la acompañó cuando creó el equipo de superhéroes británicos Excalibur. Ahí formó una amistad con Widget, que era también una versión de Kitty de otra realidad.
Durante su tiempo en el equipo, Lockheed participó en la denominada "Cross-Time Caper", que involucraba a él y a su equipo saltando entre dimensiones en un tren. El tren mismo había llegado de otra dimensión y la fuente de poder era una versión alternativa de Lockheed. Los dos Lockheed se volvieron buemos amigos aunque el segundo Lockheed quería quedarse en el tren. Lockheed se quedaría con el equipo (y su aliado, Alistaire Stuart) durante varias aventuras por múltiples realidades, que incluyeron casi perder a Kitty por los poderes místicos de una Reina de Inglaterra alternativa. El equipo también enfrentaría a una versión humanoide de Lockheed. Él, con una versión de Nightcrawler mujer, se transformarían en el dúo que acompañaba al Capitán Bretaña. Luego de volver a la Tierra, el nuevo amigo dragón de Lockheed se fue con Numbers, un miembro de la Technet interdimensional.
Los incidentes pasados de Lockheed volvieron para acecharlo. Al irse tan inesperadamente con Kitty, dejó atrás a su prometida con quién debía casarse al día siguiente. Luego mientras se estaba curando de heridas obtenidas durante una pelea con Doctor Doom, su forma astral fue capturada por "La Bandada" y tendría que enfrentar un juicio por traición. En su forma astral Lockheed era capaz de hablar. Después de lograr explicar sus motivos y salvar a sus compañeros de un accidente de pilotaje, fue oficialmente exiliado de su raza, pero en términos amistosos.
Lockheed y su afecto por Kitty le valió la ira de las entidades interdimensionales llamados Bamf. Estas pequeñas versiones de Nightcrawler estaban obsesionados con Kitty, a su manera. Esto hirvió en celos peligrosos. Ellos invaden los túneles debajo de la Isla Muir y mantuvieron prisionero a Lockheed durante algún tiempo. 
Lockheed desarrolló una aversión severa para el interés romántico de Kitty, el agente secreto Pete Wisdom. Pete sufre el robo frecuente de su ropa y cigarrillos. Aun así, Lockheed finalmente salvó la vida de Pete. Parece que una de las razones de Lockheed no le gustaba Wisdom era porque él prefería mucho más al antiguo novio de Kitty, Coloso. Esto se demostró en la boda de Capitán Britania y Meggan, cuando Lockheed ayudó a arrebatar la liga de la novia y la dejó caer en manos de Coloso justo después de que Kitty había ganado ramo de Meggan.
Más tarde, Kitty dejó Excalibur y los X-Men por completo, y creyó que Lockheed murió por circunstancias no reveladas. En realidad, Lockheed fue encontrado herido y confundido por un par de chicas jóvenes que practicaban la brujería. Se unió con ellas hasta que descubrió que las niñas utilizan sus superpoderes para aterrorizar a la población local. El dúo fue derrotado por otro joven hechicero, que ayudó a Lockheed a volver con Kitty.

### Regreso con los X-Men
Kitty con el tiempo, regresó con los X-Men y Lockheed la siguió felizmente. Cuando los X-Men estaban luchando contra el alienígena Ord, fue Lockheed quien salvó el día con su aliento de fuego.
Lockheed se convirtió en parte de un plan de entrenamiento para la formación de los estudiantes más jóvenes en el Instituto Xavier. 
Lockheed intentó ayudar a los X-Men a detener a Hulk cuando este atacó a la Mansión X. Al igual que los otros X-Men, Lockheed fue derrotado.

### Agente de SWORD
Se reveló que Lockheed es un infiltrado del Instituto para la agencia SWORD. Abigail Brand, Directora de SWORD más tarde dijo a Kitty que dejara de mimar al dragón como "un perro chihuahua", ya que el dragón era un informante de SWORD a cambio de ayuda en algunos asuntos urgentes en su planeta natal. El equipo queda en shock considerándolo como traidor.
Después de descubrir la verdad acerca de Lockheed, el equipo de X-Men se une a SWORD en un intento de poner fin a la confrontación con la raza alienígena de Breakworld, que estaba tratando de destruir la Tierra con un misil gigante. Kitty es asignada para detener el misil, mientras que Lockheed se ve obligado a quedarse atrás. Los dos comparten una última mirada persistente antes que Kitty parta.
Mientras sufre por Kitty, Lockheed bebe, en gran medida para ayudarse con el dolor. Finalmente, se revela por Abigail Brand que Kitty estaba viva dentro de la bala.

### Pet Avengers
Lockheed se asocia con Lockjaw (el bulldog teletransportador de los Inhumanos), Redwing (el halcón mascota de Falcon), Zabu (el tigre dientes de sable de Ka-Zar), Niels el gato / Bola de Pelo (que ganó las mismas facultades que Speedball de los New Warriors), Thor-Rana, y Ms. Lion (la perrita de May Parker), en una búsqueda de las Gemas del Infinito. El manifestó su gran pesar por la pérdida de Kitty y su alejamiento de su planeta natal. También expresó claramente que sentía culpable por actuar como un infiltrado dentro de SWORD, indicando que él ya había "traicionado demasiados amigos y aliados en el pasado". A Lockheed se le da la gema de tiempo durante esta aventura.

### Regenesis
Aunque no se especifica cuando, ni como, Lockheed finalmente se reúne con Kitty cuando esta es rescatada del espacio. Actualmente Lockheed, junto con Kitty, vive en la nueva "Escuela Jean Grey para jóvenes superdotados" en Nueva York, que dirigen Kitty y Wolverine. Más tarde, Lockheed es visto por primera vez con su familia del planeta Flock durante los ensayos de la fallida boda de Kitty con Coloso.
Recientemente Lockheed fue visto de nuevo en acción acompañando a Kitty Pryde en su misión navegando un barco para llegar a la isla de Krakoa, refugio para mutantes en el que Kitty no puede ingresar. Lockheed y el equipo son atacados por el villano Sebastián Shaw. Shaw toma a Lockheed como rehén y el y Kitty son arrojados al océano. Lockheed logra sobrevivir, pero Kitty muere. Finalmente Kitty es resucitada en Krakoa.

## Poderes
Lockheed posee características y habilidades similares a los de los dragones mitológicos de la Tierra. Puede volar, disparar fuego desde su boca y posee garras y colmillos afilados. Además, Lockheed posee algunas habilidades particulares: puede comprender casi cualquier idioma, y se dice que conoce varias lenguas alienígenas. Lockheed también es un émpata, es decir, que puede sentir las emociones de las personas. Lockheed también es inmune a los sondeos psíquicos de telépatas tan poderosos como el Profesor Charles Xavier. Lockheed aparentemente no puede hablar, y solo se manifiesta con gruñidos y chasquidos como un perro o un gato domésticos. Esporádicamente ha susurrado algunas palabras apenas entendibles. No obstante, el escritor Warren Ellis, en su tiempo como guionista de Excalibur, mostró que Lockheed podía hablar, pero Pete Wisdom era el único testigo de esto, por lo que los demás miembros del grupo lo tildaban de mentiroso. Obviamente este fue un gag recurrente en la serie.

## Otras versiones

### X-Babies
En la serie especial X-Babies de la década de los 1990, los protagonistas tienen una mascota llamada Locksteed, una versión de Lockheed lo suficientemente grande como para llevar a varios X-Babies sobre su espalda. 

## En otros medios

### Televisión
- Lockheed aparece en el episodio piloto X-Men: Pryde of the X-Men con la voz de Frank Welker. Es introducido como un huésped indeseado en el Asteroide M, la sede de La Hermandad de Mutantes Diabólicos. Al final se las arregló para escapar del asteroide con los X-Men.

- Si bien Lockheed no está presente en X-Men: Evolution, se hace alusión a él en varias oportunidades representándolo como un dragón de peluche con el que Kitty Pryde habitualmente le gusta dormir en los episodios 10 de la primera temporada y 12 de la tercera temporada.

- Lockheed aparece en The Super Hero Squad Show episodio "Mysterious Mayhem at Mutant Academy!". Él aparece brevemente en una escena de persecución usando su aliento de fuego para sacar a Reptil y los X-Men hipnotizados fuera del baño de las chicas en nombre de Shadowcat.

### Cine
- Lockheed aparece en The New Mutants como compañero de Illyana Rasputina / Magik.[16] Illyana lleva una pequeña marioneta de mano color púrpura de Lockheed, y después se revela que ella puede hacer contacto con su versión real, que aparentemente existe en el reino del Limbo, por medio del cual ella se teletransporta.

### Novela
- Lockheed aparece como mascota de Kitty en la novelización de la película X-Men: The Last Stand.